# Коллен де Планси, Жак Огюст Симон
Жак О́гюст Си́мон Ко́ллен де Планси́ (фр. Jacques Auguste Simon Collin de Plancy, 30 января 1794, Планси-л’Аббеи — 13 января 1881) — французский писатель, автор обзорных сочинений по оккультизму и демонологии; а также автор трёхтомника «Критический словарь реликвий и чудотворных образов» (фр. «Dictionnaire critique des reliques et des images miraculeuses»).

## Биография
Мыслитель-вольнодумец, находился под влиянием Вольтера. В 1830—1837 жил в Брюсселе. После возвращения во Францию покаялся в заблуждениях и стал ревностным католиком.
Выступал также как типограф и издатель старинных хроник, легенд, собственных сочинений.

## Сочинения
Наиболее известен трудом «Инфернальный словарь» (Dictionnaire Infernal) 1818 года.  Его 6-е издание было дополнено иллюстрациями Луи Бретона.
На русский книга была переведена под названием:  «Сочинение господина Де Плансо. Тайны ада и его обитатели, или Книга злых духов, волшебства, ворожбы, гадания, заклинаний и пророчеств: репертуар демонов, ведьм, колдунов, привидений: словарь всего таинственного, сатанинского и сверхъестественного: с картинами. и пр» и издана в 1877 году в типографии Орлова в Москве.
Другим известным сочинением де Планси является  трёхтомник Dictionnaire critique des reliques et des images miraculeuses 
(«Критический словарь реликвий и чудотворных образов»). 
В данном сочинении в алфавитном порядки помещены святые. В каждой словарной статье, посвященной тому или иному святому рассказывается сколько тел (2-3-4) имеется в различных храмах. В статьях «Иисус Христос» и «Мария Дева» перечислены реликвии, находящиеся в различных монастырях и храмах и связанные с именами Христа и Богородицы (крайняя плоть Христа, кровь, волосы, пуповина Христа; молоко, волосы, ногти Девы Марии и т. п.). На русский язык не переводилось.

## Наследие
«Инфернальный словарь» переведен на многие языки, многократно переиздавался вплоть до нынешнего дня.